# Kang Min-ho
Dans ce nom coréen, le nom de famille, Kang, précède le nom personnel.
Kang Min-ho (né le 18 août 1985 à Jeju, Corée du Sud) est un joueur sud-coréen de baseball qui joue avec les Samsung Lions de Daegu dans la ligue sud-coréenne de baseball.
Il a obtenu la médaille de bronze de baseball lors des Jeux asiatiques 2006 à Doha, et la médaille d'or de baseball lors des Jeux olympiques 2008 à Pékin.

## Statistiques de joueur
| Saison        | Âge           | Équipe        | Ligue         | Jeux | AB   | R   | H   | 2B | 3B | HR | RBI | SB | CS | BB  | SO  | AVE   | OBP | SLG   | BA  | SH | SF | HBP | GDP |
| ------------- | ------------- | ------------- | ------------- | ---- | ---- | --- | --- | -- | -- | -- | --- | -- | -- | --- | --- | ----- | --- | ----- | --- | -- | -- | --- | --- |
| 2004          | 19            | Lotte Giants  | LCB           | 3    | 5    | 0   | 0   | 0  | 0  | 0  | 0   | 0  | 0  | 0   | 3   | 0     |     | 0     | 0   | 1  |    | 0   | 0   |
| 2005          | 20            | Lotte Giants  | LCB           | 104  | 214  | 20  | 52  | 11 | 2  | 2  | 18  | 1  | 4  | 5   | 56  | 0.243 |     | 0.341 | 73  | 9  |    | 7   | 7   |
| 2006          | 21            | Lotte Giants  | LCB           | 126  | 410  | 40  | 103 | 20 | 0  | 9  | 53  | 4  | 1  | 23  | 78  | 0.251 |     | 0.366 | 150 | 16 |    | 34  | 5   |
| 2007          | 22            | Lotte Giants  | LCB           | 125  | 413  | 48  | 112 | 20 | 0  | 14 | 68  | 1  | 4  | 37  | 88  | 0.271 |     | 0.421 | 174 | 20 |    | 41  | 10  |
| 2008          | 23            | Lotte Giants  | LCB           | 122  | 435  | 51  | 127 | 25 | 1  | 19 | 82  | 2  | 4  | 49  | 77  | 0.292 |     | 0.485 | 211 | 10 |    | 56  | 13  |
| Total carrera | Total carrera | Total carrera | Total carrera | 480  | 1477 | 159 | 394 | 76 | 3  | 44 | 221 | 8  | 13 | 114 | 302 | 0.267 |     | 0.412 | 608 | 56 |    | 138 | 35  |